# Kwestia współpracy Lecha Wałęsy ze Służbą Bezpieczeństwa

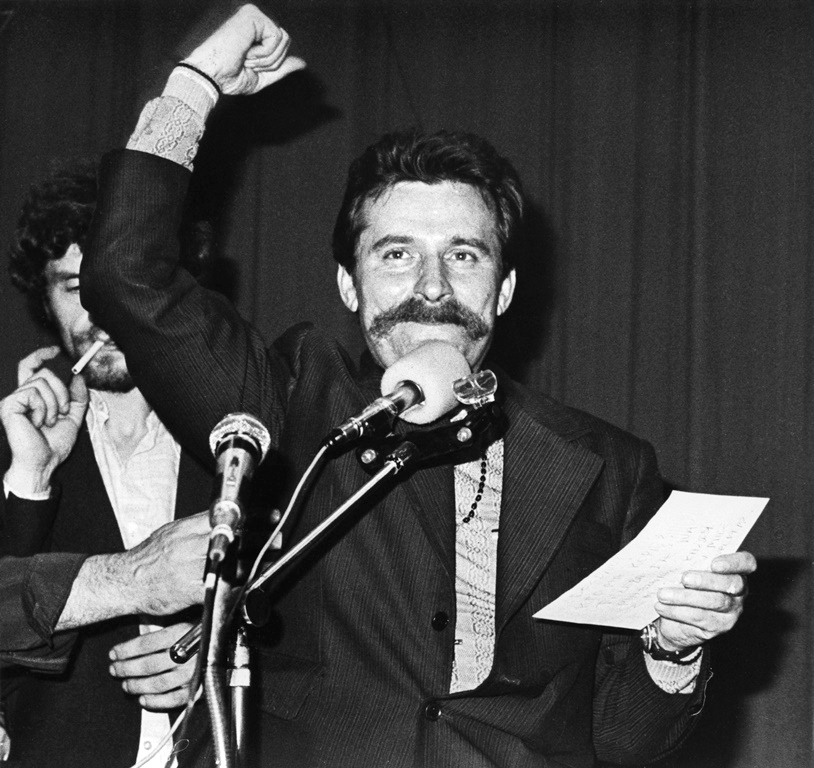
Lech Wałęsa w czasie strajku w sierpniu 1980 w Stoczni Gdańskiej

Kwestia współpracy Lecha Wałęsy ze Służbą Bezpieczeństwa – twierdzenie, które stało się motywem m.in. dla wielu publikacji książkowych i filmowych podejmujących próbę wyjaśnienia relacji Lecha Wałęsy ze Służbą Bezpieczeństwa, organem policji politycznej w PRL.
Od czasu przemian ustrojowych w Polsce pojawiały się zarzuty, że Lech Wałęsa współpracował z SB. W 2017 ekspertyza sporządzona na potrzeby śledztwa prowadzonego przez Instytut Pamięci Narodowej wykazała na podstawie badania pisma ręcznego autentyczność dokumentów, w których Lech Wałęsa miał zgodzić się współpracować z organem politycznym (pojawiły się także opinie to kwestionujące). Sam Lech Wałęsa konsekwentnie zaprzecza współpracy z SB.

## Historia
Od drugiej połowy lat 70. w wypowiedziach byłych współpracowników Lecha Wałęsy pojawiają się oskarżenia o jego współpracę ze Służbą Bezpieczeństwa. Takie zarzuty wysuwali Krzysztof Wyszkowski, Andrzej Gwiazda, Anna Walentynowicz, Jan Olszewski, Antoni Macierewicz, Lech Kaczyński, Jarosław Kaczyński, Andrzej Kołodziej, Alojzy Szablewski, Andrzej Bulc, Edward Mizikowski i inni działacze pierwszej „Solidarności”.
Edward Gierek w wywiadzie przeprowadzonym przez Janusza Rolickiego powiedział, że podczas strajków sierpniowych gen. Stanisław Kowalczyk przechwalał się, że Wałęsa jest jego człowiekiem. Gierek stwierdził, że „wtedy nie było powodu nie wierzyć jego zapewnieniom”.
Sprawa domniemanej współpracy Lecha Wałęsy z SB po raz pierwszy pojawiła się na forum publicznym w związku z realizacją uchwały lustracyjnej Sejmu z 28 maja 1992 zgłoszoną przez Janusza Korwin-Mikkego. Uchwała zobowiązywała ministra spraw wewnętrznych do podania do dnia 6 czerwca 1992 pełnej informacji na temat urzędników państwowych od szczebla wojewody wzwyż, a także senatorów i posłów (...) będących współpracownikami UB i SB w latach 1945–1990.
4 czerwca 1992, realizując uchwałę lustracyjną Sejmu, minister spraw wewnętrznych Antoni Macierewicz doręczył Konwentowi Seniorów Sejmu listę nazwisk 64 członków rządu, posłów i senatorów, którzy według zachowanych zapisów archiwalnych z czasów PRL byli ewidencjonowani przez UB lub SB jako ich tajni współpracownicy.
Nazwisko Lecha Wałęsy znalazło się na drugiej, dodatkowej liście dotyczącej dwóch osób o szczególnym znaczeniu dla bezpieczeństwa państwa. W tym samym dniu na posiedzeniu Sejmu RP poseł Kazimierz Świtoń ujawnił publicznie zawartość tej listy, mówiąc, że figuruje na niej prezydent Lech Wałęsa jako tajny współpracownik SB o pseudonimie „Bolek” (wypowiedź tę wykreślono z oficjalnego stenogramu na wniosek posła Jana Rokity). Kancelaria Prezydenta RP przesłała oświadczenie prezydenta Lecha Wałęsy do Polskiej Agencji Prasowej, w której przyznawał się on do podpisania dokumentów o współpracy z SB: 

Aresztowano mnie wiele razy. Za pierwszym razem, w grudniu 1970 roku, podpisałem 3 albo 4 dokumenty. Podpisałbym prawdopodobnie wtedy wszystko, oprócz zgody na zdradę Boga i Ojczyzny, by wyjść i móc walczyć. Nigdy mnie nie złamano i nigdy nie zdradziłem ideałów ani kolegów.

Po krótkim czasie jednak Kancelaria oświadczenie to wycofała.
Akta Służby Bezpieczeństwa znajdujące się w archiwach IPN i dotyczące Lecha Wałęsy są niepełne. Wiadomo, że w latach 1992–1994 Lech Wałęsa jako prezydent RP wystąpił do Urzędu Ochrony Państwa o ich udostępnienie. W 1996 stwierdzono brak części dokumentów i brak wypożyczonych mikrofilmów. Kilkadziesiąt ponumerowanych stron wyrwano – nie wiadomo, czy wróciły do MSW zdekompletowane, czy zniszczono je później, aby skompromitować Lecha Wałęsę (jak on sam stwierdził). Historycy IPN zarzucili Lechowi Wałęsie celowe uszczuplenie dokumentacji, jednak szef UOP z lat 1990–1992, Andrzej Milczanowski, stwierdził, że Lech Wałęsa otrzymał ją już zdekompletowaną.
Wyrokiem z 11 sierpnia 2000 Sąd Apelacyjny w Warszawie (V Wydział Lustracyjny) orzekł, że oświadczenie lustracyjne złożone przez kandydata na prezydenta RP Lecha Wałęsę jest zgodne z prawdą w rozumieniu ustawy lustracyjnej z 11 kwietnia 1997.
16 listopada 2005 Lech Wałęsa otrzymał zaświadczenie nr 1763/05, wystawione przez IPN, w którym stwierdzono, iż przysługuje mu status osoby pokrzywdzonej w rozumieniu art. 6 ustawy o IPN z 18 grudnia 1998. IPN przyznał Lechowi Wałęsie status pokrzywdzonego w drodze tajnego głosowania, w stosunku głosów 4:3.
4 czerwca 2008 prezydent RP Lech Kaczyński w wywiadzie dla TV Polsat stwierdził, że TW Bolek to Lech Wałęsa. W programie Kontrapunkt RMF FM i Newsweeka z 21 czerwca 2008 arcybiskup Tadeusz Gocłowski wyraził opinię, że określanie Lecha Wałęsy jako „Bolka” to grzech.
1 grudnia 2008 IPN upublicznił protokół z przesłuchania 18 listopada 2008 Edwarda Graczyka, byłego funkcjonariusza SB, osoby od dawna uchodzącej za zmarłą (w 2000 w uzasadnieniu do orzeczenia Sądu Lustracyjnego Edward Graczyk wymieniony był jako osoba nieżyjąca, co za tym dokumentem powtórzyli autorzy książki SB a Lech Wałęsa. Przyczynek do biografii). Edward Graczyk, funkcjonariusz przydzielony od grudnia 1970 w Gdańsku do kontaktów z Lechem Wałęsą, oświadczył, że Lechowi Wałęsie w dokumentach przypisany był pseudonim „Bolek”, że wręczył mu pieniądze jako zwrot poniesionych kosztów podróży, że w wyniku przekazanych przez Lecha Wałęsę informacji nikt nie ucierpiał oraz iż nie wie, czy na podstawie przedstawionych mu dokumentów Lech Wałęsa został zarejestrowany jako tajny współpracownik. W osobnym oświadczeniu medialnym sam Edward Graczyk zaprzeczył, jakoby werbował Lecha Wałęsę na tajnego współpracownika.
15 kwietnia 2010 w procesie wytoczonym przeciwko Krzysztofowi Wyszkowskiemu z powództwa Lecha Wałęsy były major SB Janusz Stachowiak zeznał, że zarejestrował Lecha Wałęsę jako tajnego współpracownika o pseudonimie „Bolek”, a jego zwerbowanie w grudniu 1970 odbyło się dobrowolnie i bez szantażu. 31 sierpnia 2010 Sąd Okręgowy w Gdańsku (sąd I instancji) uznał, że były działacz związkowy Krzysztof Wyszkowski, zarzucając Lechowi Wałęsie współpracę z SB, nie naruszył dóbr osobistych byłego prezydenta. Całkowicie odmienne stanowisko zajął w marcu 2011 Sąd Apelacyjny w Gdańsku (sąd II instancji), który wyrok ten uchylił w całości i prawomocnie nakazał Krzysztofowi Wyszkowskiemu przeproszenie powoda. 21 kwietnia 2021 Izba Kontroli Nadzwyczajnej i Spraw Publicznych Sądu Najwyższego (której niezawisłość i bezstronność zanegował Europejski Trybunał Praw Człowieka) uchyliła wyrok z 2011, nakazujący Krzysztofowi Wyszkowskiemu przeproszenie Lecha Wałęsy za określenie go tajnym współpracownikiem SB. Następnie Lech Wałęsa zwrócił się do ETPC, który uznał, że zarówno postępowanie przed upolitycznioną IKNiSP, jak i wyrok uchylający, naruszyły jego prawa i przyznał mu za to 30 tys. euro.
W grudniu 2011 IPN przyznał, że na początku lat osiemdziesiątych SB fabrykowała dokumenty mające świadczyć o współpracy Lecha Wałęsy z SB, aby skompromitować go przed Komitetem Noblowskim. Podrabiano jego charakter pisma oraz dobierano odpowiednio papier, aby wyglądał na oryginalny.
W programie TVP Info Rozmowa dnia z 4 czerwca 2013 były członek komisji weryfikującej dokumenty obciążające polityków umieszczonych na liście Macierewicza, Artur Balazs, stwierdził, że po dokładnym przeglądzie pełnej wówczas jeszcze teczki Lecha Wałęsy nie znalazł w niej „niczego takiego, co mogłoby być dyskwalifikujące dla Lecha Wałęsy”, dodając: Wałęsa podjął pewną grę, natomiast nigdy nie było najmniejszej wątpliwości, po której stronie Lech Wałęsa jest. Mówię to jako człowiek, który widział te dokumenty. Taka jest prawda o Lechu Wałęsie.
Na 16 marca 2016 wyznaczono debatę na temat domniemanej współpracy Lecha Wałęsy z SB w gdańskiej siedzibie IPN, której odbycie zainicjował 8 stycznia 2016 były prezydent, zapraszając do udziału w niej osoby publiczne utrzymujące, że był on współpracownikiem SB, w celu wyjaśnienia tej kwestii. Ostatecznie jednak 3 lutego 2016 IPN wydał komunikat, w którym poinformował o odwołaniu debaty z powodu odrzucenia przez Lecha Wałęsę formuły spotkania zaproponowanej przez IPN. Lech Wałęsa postanowił skierować pozew do sądu przeciwko IPN.

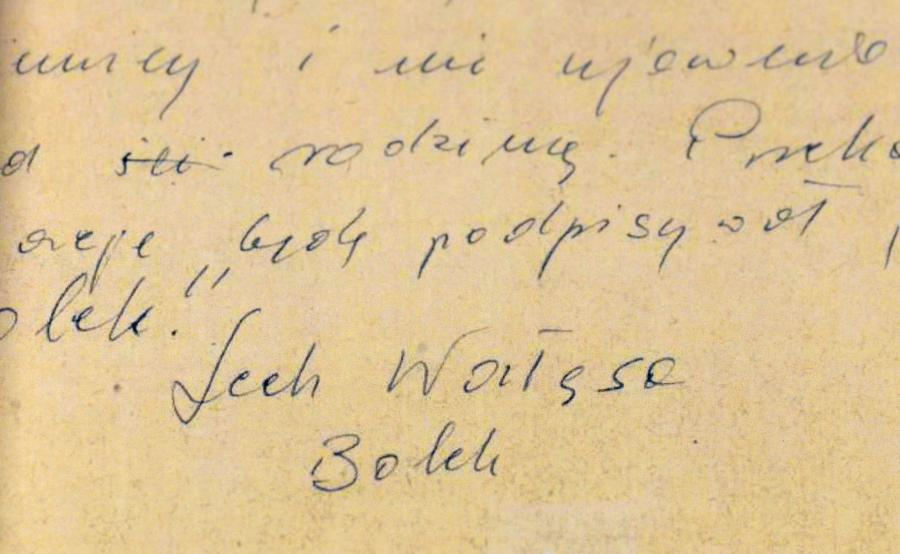
Zobowiązanie do współpracy z SB, zawierające domniemany podpis Lecha Wałęsy

17 lutego 2016 IPN przeszukał mieszkanie Marii Kiszczak, wdowy po Czesławie Kiszczaku. W wyniku przeszukania odnaleziono akta personalne i akta współpracy tajnego współpracownika SB o pseudonimie „Bolek”, datowane na lata 1970–1976, w oryginalnych okładkach. Dzień później prezes IPN Łukasz Kamiński na konferencji prasowej przekazał informację, że akta zawierają, między innymi, zobowiązanie Lecha Wałęsy do współpracy z SB, a także odręcznie podpisane przez niego pokwitowania odbioru pieniędzy. Stwierdził też, że w opinii uczestniczącego w czynnościach weryfikujących eksperta (archiwisty IPN) dokumenty są autentyczne. Sam Lech Wałęsa zakwestionował możliwość, aby dokumenty mogły zawierać prawdziwe informacje, lecz nie zdecydował się ujawnić prawdziwej jego zdaniem wersji wydarzeń; stwierdził też, że jako domniemane donosy mogły być według niego wykorzystane jego notatki zarekwirowane podczas rewizji, którym był poddawany. 13 kwietnia 2016 w siedzibie IPN w Warszawie przedmiotowe dokumenty zostały okazane Lechowi Wałęsie, a ten zaprzeczył ich autentyczności. Lech Wałęsa stwierdził także, że jako spreparowane donosy mogły zostać wykorzystane informacje z podsłuchów zakładanych na niego przez SB, gdy prowadził strajk w 1970.
18 lutego 2016 Anna i Adam Domińscy (córka i zięć Lecha Wałęsy) oraz Tomasz Szybowski powołali Komitet Obywatelski przy Lechu Wałęsie, przekonując, że Lech Wałęsa nie był agentem SB oraz chcąc bronić jego dobrego imienia.
25 lutego 2016 historyk Andrzej Friszke stwierdził, że „nie ma wątpliwości, że to są autentyczne akta i że chodzi o Lecha Wałęsę” i nie ma możliwości, aby zostały sfabrykowane przez SB.
31 stycznia 2017 IPN ogłosił, że w opinii biegłych z Instytutu Ekspertyz Sądowych im. prof. Jana Sehna w Krakowie dokumenty przekazane przez Marię Kiszczak są autentyczne. Eksperci sporządzili 235-stronicową opinię. Materiałem porównawczym do ekspertyzy były 142 strony dokumentów podpisanych lub sporządzonych przez Lecha Wałęsę w okresie 1963–2016, ponadto przebadano sporządzone odręcznie dokumenty 10 funkcjonariuszy SB, których dane pojawiły się w przekazanych materiałach. Jednocześnie przekazane dokumenty w opinii biegłych nie zawierały śladów kopiowania i przerabiania, były również pozbawione elementów mogących świadczyć o próbie imitacji pisma innej osoby. Zdaniem pełnomocnika Lecha Wałęsy prof. Jana Widackiego, ekspertyza niczego nie wyjaśnia. Wskazał on jednocześnie, że porównywanie obecnego pisma Lecha Wałęsy z materiałami z lat 70. (gdy było ono niewyrobione) nie ma wartości w kontekście oceny dokumentacji (gdzie pismo jest „o klasę wyższe”) i zapowiedział dalsze kroki w postępowaniu. Ponadto tłumacze Lecha Wałęsy z lat 80. (Wojciech Kubiński i Anna Maria Mydlarska) ocenili, że styl językowy dokumentów głęboko różnił się od stylu przez niego wówczas prezentowanego, także podważając prawdziwość rzekomych donosów. Prywatną opinię kryminalistyczną (zasięgniętą przez pełnomocników Lecha Wałęsy) podważającą rzetelność opinii IES wydał prof. Piotr Girdwoyń z Katedry Kryminalistyki Uniwersytetu Warszawskiego, stwierdzając, że zawiera ona nieuprawnione wnioski (opinię przesłano do prokuratora z IPN). Także współpracownik Lecha Wałęsy ze Stoczni Gdańskiej Klaus Bartel ocenił m.in., iż dokumenty zostały sporządzone przez różne osoby oraz podważył domniemanie o agenturalnym charakterze przesłuchań Lecha Wałęsy. 23 czerwca 2017 pion śledczy IPN w Białymstoku umorzył śledztwo w sprawie podrobienia przez funkcjonariuszy SB na szkodę Lecha Wałęsy dokumentów z lat 1970–1974. 9 stycznia 2018 Sąd Rejonowy w Gdańsku uznał zażalenie pełnomocników i nakazał kontynuację śledztwa, jednak 13 lipca tego samego roku zostało ono ponownie umorzone przez IPN. W komunikacie z 11 kwietnia 2019 IPN ogłosił, iż kwestia współpracy Lecha Wałęsy ze Służbą Bezpieczeństwa w pierwszej połowie lat 70. jest bezsporna.
W maju 2025, prawomocnym wyrokiem Sądu Apelacyjnego w Warszawie, Lech Wałęsa przegrał proces o naruszenie dóbr osobistych, który wytoczył mu Sławomir Cenckiewicz w związku z rozpowszechnianiem przez niego oskarżeń, jakoby Sławomir Cenckiewicz miał dokonać fałszerstwa dokumentów dotyczących tajnego współpracownika SB o pseudonimie Bolek. Sąd nakazał Lechowi Wałęsie przeproszenie Sławomira Cenckiewicza oraz wpłatę 30 tys. zł na cel społeczny.

## W kulturze masowej
Temat współpracy Lecha Wałęsy ze Służbą Bezpieczeństwa przedstawiono w filmach dokumentalnych: Nocna zmiana (1994), Plusy dodatnie, plusy ujemne (TVP 2005–2006, Telewizja Polska odmówiła emisji filmu), a w całości były jej poświęcone TW Bolek (Film Open Group, 2008) oraz Tajne spec. znaczenia (TVN, 2010; TVN odmówiła emisji filmu).
O kontaktach Lecha Wałęsy z SB traktują książki:
- SB a Lech Wałęsa. Przyczynek do biografii[52] (2008),
- Sprawa Lecha Wałęsy[53] (2008),
- Lech Wałęsa – idea i historia[54] (2009),
- Wałęsa. Człowiek z teczki[55] (2013).